# Onafhankelijke Politiek Nederland

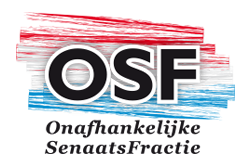
Logo der Onafhankelijke Senaatsfractie

Onafhankelijke Politiek Nederland (OPNL, niederländisch für „Unabhängige Politik Niederlande“) ist seit 1995 eine Fraktion in der Ersten Kammer des niederländischen Parlaments. Es handelt sich um einen einzigen Abgeordneten, der die Interessen kleinerer, vorwiegend regionaler Parteien vertritt. Vom 22. März 1999 bis 4. Dezember 2021 nannte sich der Zusammenarbeitsverband Onafhankelijke Senaatsfractie (niederländisch für „Unabhängige Senatsfraktion“). „Senat“ ist eine inoffizielle Bezeichnung für die Erste Kammer.
Unterstützt wird die Fraktion von einem bürgerlichen Verein gleichen Namens. Die OPNL bezeichnet sich als Plattform unabhängiger Mitgliedsparteien. In der Mitgliederversammlung sind die Mitgliedsparteien mit jeweils einem Mitglied vertreten. Pro Provinz soll es nur eine Mitgliedspartei geben, allerdings können Ausnahmen beschlossen werden.
Gewählt werden die Mitglieder der Ersten Kammer durch die Mitglieder der Provinzparlamente. Um auf genügend Stimmen für einen Abgeordneten zu kommen, haben die Regionalparteien manchmal ein Bündnis mit einer anderen Partei gebildet. Da die Erste Kammer de facto wesentlich weniger Macht hat als die Zweite und die Abgeordneten nur nebenberuflich tätig sind, ist der politische Einfluss von OPNL gering.

## Ursprung und Geschichte
Die Abgeordneten der Ersten Kammer werden von den Provinzparlamenten gewählt. Da einige kleinere Parteien allein nicht genug Stimmen für eigene Abgeordnete haben, wählen sie gemeinsam eine Liste, deren Abgeordnete in der Ersten Kammer unter folgenden Namen auftreten:
- 1995 bis 22. März 1999 als Platform van Onafhankelijke Groeperingen/De Groenen (niederländisch für „Plattform unabhängiger Gruppierungen/Die Grünen“)
- 22. März 1999 bis 4. Dezember 2021 als Onafhankelijke Senaatsfractie (OSF, niederländisch für „Unabhängige Senatsfraktion“)
- seit 4. Dezember 2021 als Onafhankelijke Politiek Nederland (OPNL)

Dies fand erstmals 1995 statt. Damals wurde Marten Bierman von der Kleinstpartei De Groenen (nicht zu verwechseln mit GroenLinks) in die Erste Kammer gewählt. Bierman wurde 1999 wiedergewählt, und bei den Wahlen von 2003 und 2007 (sowie wieder 2015) ist Henk ten Hoeve von der Fryske Nasjonale Partij (Friesische Nationale Partei) gewählt worden.
Von 2011 bis 2015 war Kees de Lange von der Seniorenpartei 50PLUS OSF-Senator. Nur zusammen mit dieser Partei war es möglich, einen Abgeordneten zu wählen. De Lange verließ die OSF jedoch im Mai 2015. Kurz darauf wurde die Erste Kammer neugewählt.
In den Wahljahren 2015 und 2019 erhielten die Regionalparteien wieder ausreichend Sitze in den Provinzparlamenten, um einen Abgeordneten ohne zusätzlichen Partner zu wählen. Erst war Henk ten Hoeve Kammermitglied, ab Juni 2019 Gerben Gerbrandy, beides Mitglieder der Friesischen Nationalpartei. Von Januar 2019 bis Juni 2023 war Ton Raven aus Limburg Kammermitglied. 
Im Juni 2023 wurde Auke van der Goot von der Fryske Nasjonale Partij der neue OPNL-Senator.

## Mitglieder

Die niederländischen Provinzen

Hinter der OPNL stehen vor allem regionale Parteien, von denen die Fryske Nasjonale Partij die bedeutendste ist. Auch einige verbliebene Regionalabteilungen von Leefbaar Nederland haben die OPNL-Liste unterstützt. Als „Mitglieder der OPNL“ nannte die Website im Juli 2023:
| Provinz       | Partei                                | Logo |
| ------------- | ------------------------------------- | ---- |
| Drenthe       | Sterk Lokaal Drenthe                  |      |
| Flevoland     | Sterk Lokaal Flevoland                |      |
| Fryslân       | Fryske Nasjonale Partij               |      |
| Fryslân       | Provinciaal Belang Fryslan            |      |
| Gelderland    | Lokale Partijen Gelderland            |      |
| Groningen     | Groninger Belang                      |      |
| Limburg       | Lokaal-Limburg                        |      |
| Noord-Brabant | Lokaal-Brabant                        |      |
| Noord-Holland | Onafhankelijke Politiek Noord-Holland |      |
| Utrecht       | U26 Gemeenten                         |      |
| Zeeland       | Partij voor Zeeland                   |      |
| Zuid-Holland  | Onafhankelijke Politiek Zuid-Holland  |      |

## Ziele
Der Website zufolge sieht die OPNL ihre Aufgabe darin, die Arbeit der Ersten Kammer auf unabhängige Weise zu unterstützen, bessere Bedingungen für Provinzparteien zu schaffen, wissenschaftliche Forschung auszuführen und die politische Kultur und Struktur zu strukturieren. Letzteres geschehe im Bewusstsein, dass auf Gemeinde- und Provinzebene politische Gruppierungen jener Ebenen aktiv sein sollen und nicht die Unterabteilungen von landesweiten Parteien.

## Senatoren
| Name              | Partei                                                                | Amtszeit Anfang | Amtszeit Ende   |
| ----------------- | --------------------------------------------------------------------- | --------------- | --------------- |
| Marten Bierman    | De Groenen                                                            | 1995            | 2003            |
| Henk ten Hoeve    | Fryske Nasjonale Partij                                               | 2003            | 2011            |
| Kees de Lange     | 50PLUS                                                                | 2011            | 2015            |
| Henk ten Hoeve    | Fryske Nasjonale Partij                                               | 2015            | 2019            |
| Gerben Gerbrandy  | Fryske Nasjonale Partij                                               | 11. Juni 2019   | 15. Januar 2021 |
| Ton Raven         | Stadspartij voor Sittard, Geleen & Born (Mitglied von Lokaal-Limburg) | 19. Januar 2021 | 13. Juni 2023   |
| Auke van der Goot | Fryske Nasjonale Partij                                               | 13. Juni 2023   |                 |

## Wahlen
Bei den Wahlen zur Ersten Kammer am 29. Mai 2007 ist die Liste der OSF mit den liberalen Parteien Volkspartij voor Vrijheid en Democratie und Democraten 66 eine Listenverbindung eingegangen, um Reststimmen besser ausschöpfen zu können. Die OSF erhielt Stimmen aus Groningen, Friesland, Utrecht, Noord-Holland, Zuid-Holland, Zeeland, Noord-Brabant und Limburg. Im Wahljahr 2011 reichten die Provinz-Stimmen der bisherigen OSF-Parteien nicht mehr für einen Sitz aus. Daher stellte man Kees de Lange von der relativ erfolgreichen Seniorenpartei 50PLUS auf Platz eins der gemeinsamen Liste.

### Wahlergebnisse
| Jahr | Wahl            | Name der Partei                                     | Stimmenanteil | Sitze |
| ---- | --------------- | --------------------------------------------------- | ------------- | ----- |
| 1987 | Senatswahl 1987 | PNL/FNP/De Groenen                                  |               | 0/75  |
| 1991 | Senatswahl 1991 | PNL/BOF                                             |               | 0/75  |
| 1995 | Senatswahl 1995 | Platform van Onafhankelijke Groeperingen/De Groenen |               | 1/75  |
| 1999 | Senatswahl 1999 | Onafhankelijke Senaatsfractie                       | 2,46 %        | 1/75  |
| 2003 | Senatswahl 2003 | Onafhankelijke Senaatsfractie                       | 1,78 %        | 1/75  |
| 2007 | Senatswahl 2007 | Onafhankelijke Senaatsfractie                       | 1,75 %        | 1/75  |
| 2011 | Senatswahl 2011 | Onafhankelijke Senaatsfractie                       | 1,30 %        | 1/75  |
| 2015 | Senatswahl 2015 | Onafhankelijke Senaatsfractie                       | 1,57 %        | 1/75  |
| 2019 | Senatswahl 2019 | Onafhankelijke Senaatsfractie                       | 1,31 %        | 1/75  |
| 2023 | Senatswahl 2023 | Onafhankelijke Politiek Nederland                   | 1,78 %        | 1/75  |

## Belege
1. 1 2 3  OPNL: Platform, Abruf am 8. Juli 2023
2. ↑  OPNL-fractie, Abruf am 13. Juni 2023
3. ↑  Onafhankelijke Senaatsfractie en Eerste Kamerverkiezingen 2007, Abruf am 28. Mai 2015.